# TVMonaco

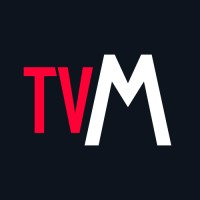
Alternativní verze loga TVMonaco, spatřena na sociálních sítích

TVMonaco (ve zkratce TVM) je státní veřejnoprávní televize v Monaku. Její vysílání začalo 1. září 2023. Vysílá širokou škálu programů včetně zpráv, talk shows a dokumentárních filmů zaměřených na propagaci monacké kultury.
V souvislosti s prosbou knížete Alberta II. bude TVMonaco 1. září 2025 sloučena s Monaco Info, čímž vznikne nová veřejnoprávní televize, která má být údajně plně nezávislá, profesionální a efektivní.

## Historie
Myšlenka na zřízení národní televize se v knížectví objevila v roce 2021 poté, co se v roce 2002 RMC přesunulo do Paříže a následně v červnu 2016 také 100% akvizicí TMC (pomocí TF1 Group).
Dne 9. prosince 2021 bylo potvrzeno členství Monte-Carlo Riviera TV (později TVMonaco) v TV5Monde, což umožnilo vysílání obsahu ve 200 zemích.
Monte-Carlo Riviera TV měla zahájit vysílání na konci roku 2022, avšak zahájení bylo zpožděno až do druhé poloviny roku 2023. Dne 23. března 2023 bylo zveřejněno nové jméno a datum zahájení vysílání. Televize byla přejmenována na TVMonaco a oficiálně zahájila vysílání 1. září 2023.
Nové detaily byly zveřejněny 18. dubna 2023. Program se měl skládat z živých zpráv a sportu a z nahraného programu po zbytek dne. Uvedený obsah se v současnosti sestavuje z neskriptovaného programu, ale existují plány na přidání skriptovaného programu do 12 až 18 měsíců od spuštění. Důraz je také kladen na otázky životního prostředí a volně žijících živočichů v Monaku. Kanál je dostupný v lineární i digitální platformě.
Televize 17. srpna 2023 oznámila na sociálních sítích, že první vysílání proběhne 1. září 2023 v 19:15. V úvodním vysílání byli přítomni kníže Albert II. a kněžna Charlene.
Krátce po spuštění televize se TVMonaco stalo členem Monaco Media Diffusion, vysílací společnosti, která zastupuje Monako v Evropské vysílací unii (EVU). V březnu 2024 se TVMonaco připojilo k EVU nezávisle, což umožnilo samostatně přistupovat k událostem EVU, což zahrnuje možnost návratu Monaka na Eurovision Song Contest.

## Financování
Spuštění televize stálo 13,5 milionu eur a její roční financování činí 15 milionů eur.
TVMonaco je zčásti financováno státem, zčásti prostřednictvím reklamy a prodeje programů, které produkuje.

## Kontroverze
Televize je kritizována CGC des Médias, které varují před „knížecí televizí“, která by byla dílem knížete Alberta II., heterogenní složení redakce vyvolává pochybnosti o její nezávislosti a důvěryhodnosti.